# Національний парк Ленсойс-Мараньєнсіс
Національний парк Ленсойс Мараньєнсіс (порт. Parque Nacional dos Lençóis Maranhenses) — національний парк в штаті Мараньян, у північній Бразилії, на південний схід від затоки Сан-Жозе, де розташована столиця штату Сан-Луїс. Парк розташований між координатами 02º19’—02º45’ S і 42º44’—43º29’ W. Ця плоска територія лежить дуже невисоко від рівня моря та часто затоплюється, вона вкрита характерними великими піщаними дюнами. Парк охоплює територію близько 1000 км² та, незважаючи на часті дощі, не має практично ніякої рослинності. Парк був заснований 2 червня 1981 року. Саме тут проходять події бразильського фільму «Дім піску» (Casa de Areia).

## Галерея

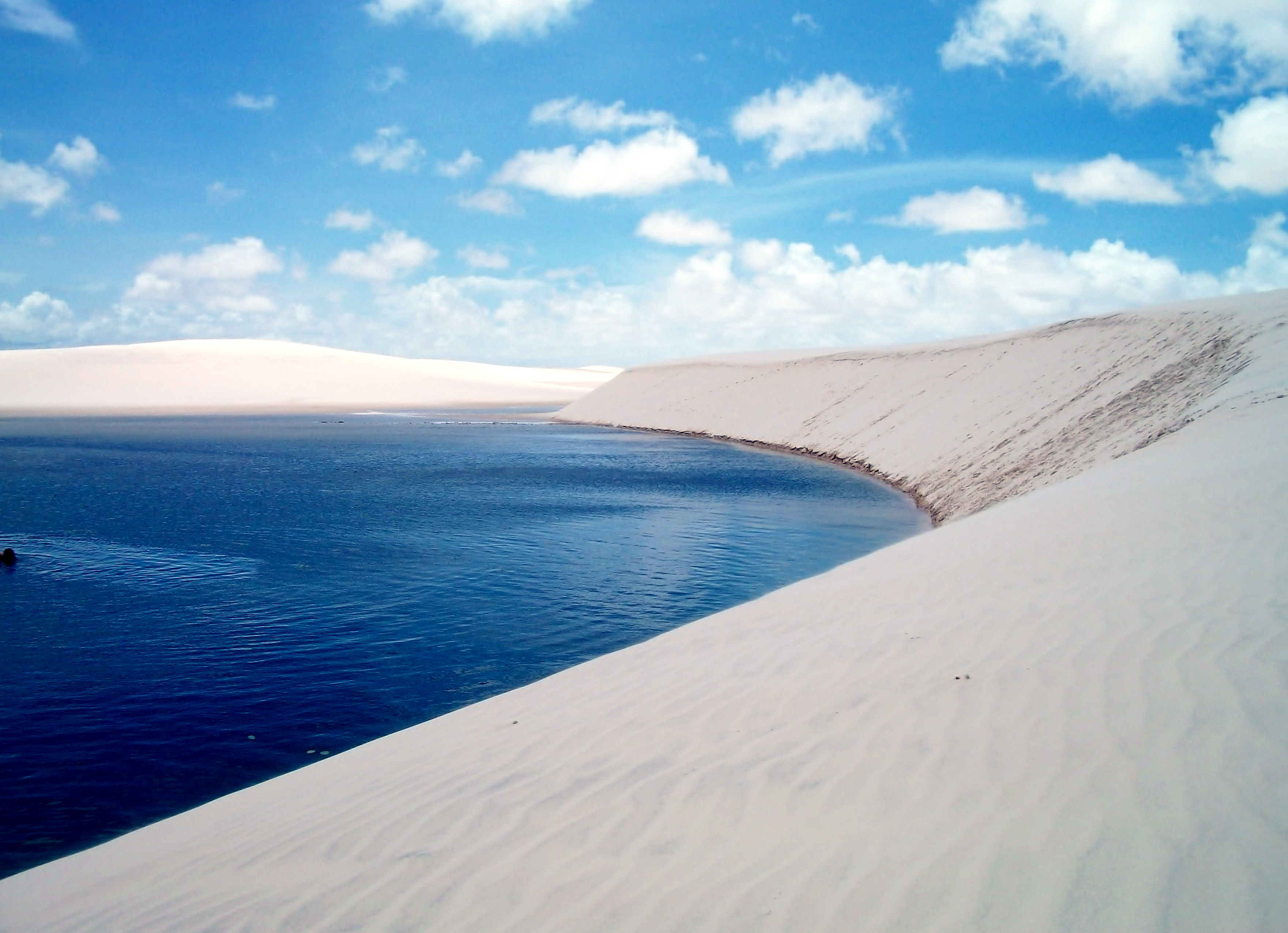
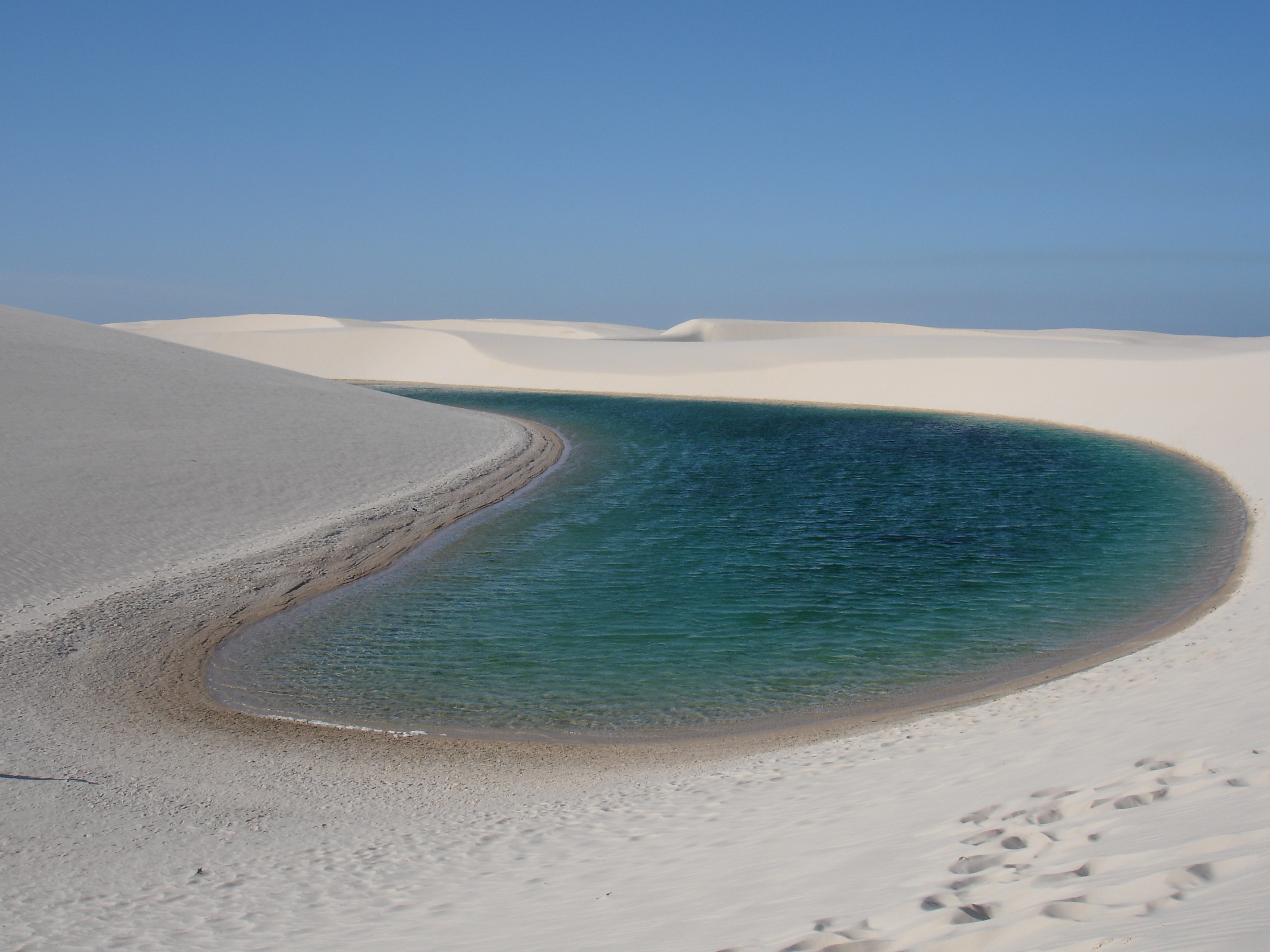
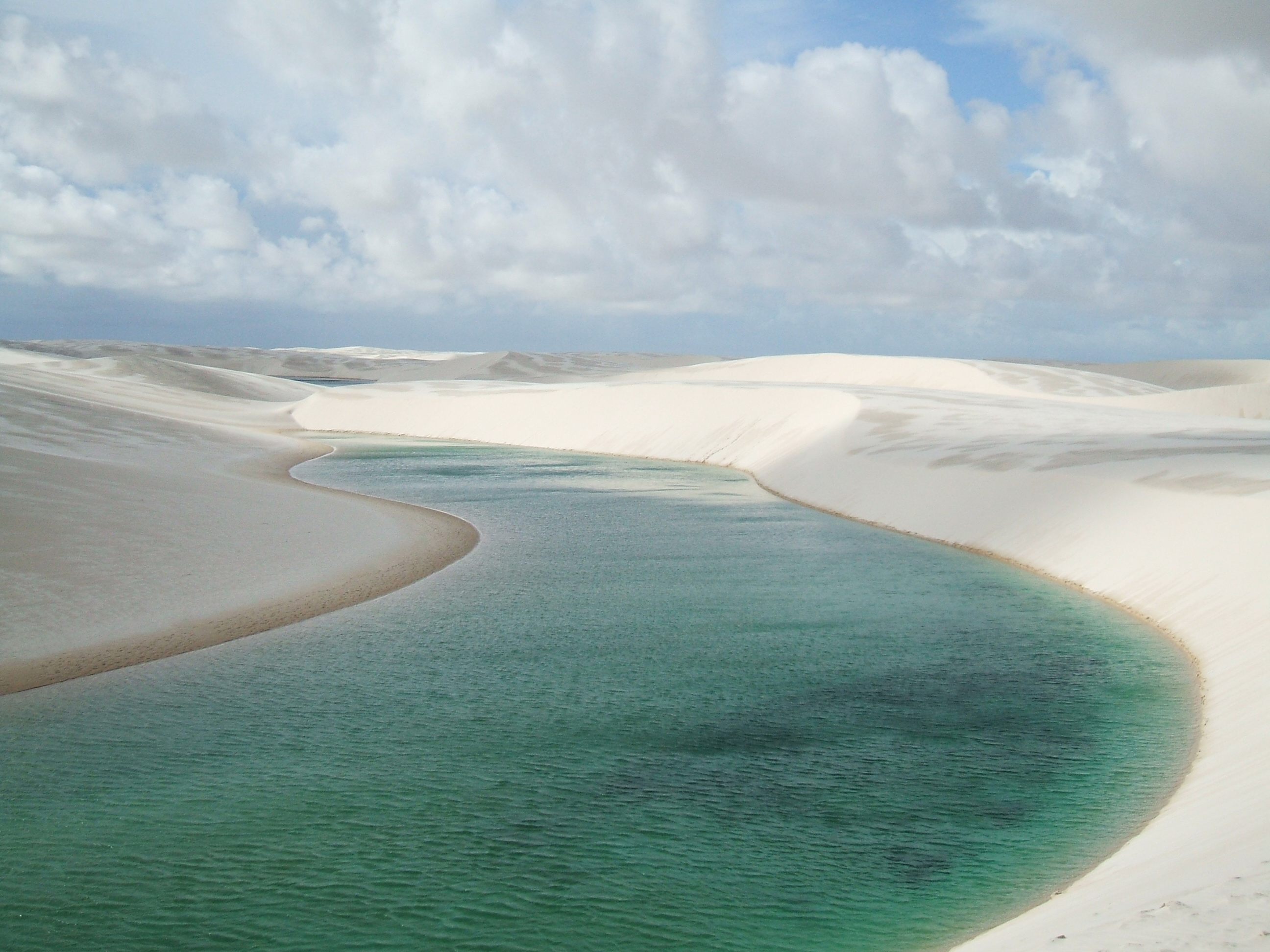
Розташування  Lençóis Maranhenses на карті штату
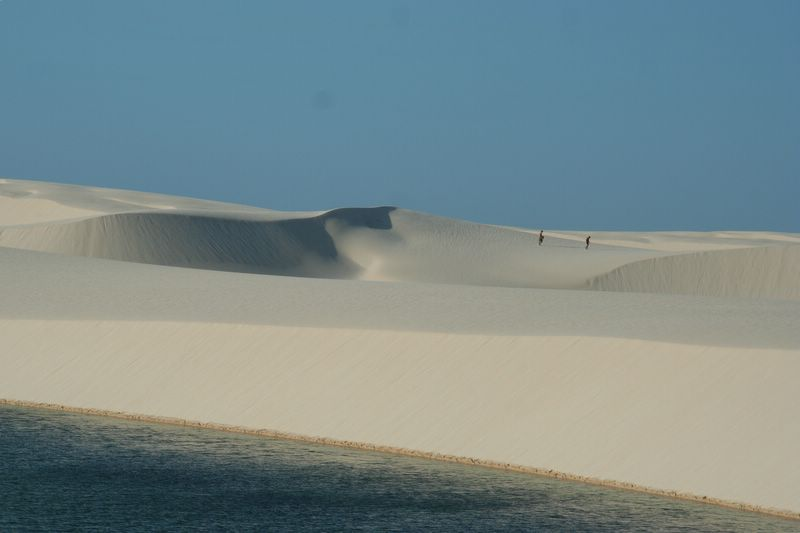
Дюни і лагуни
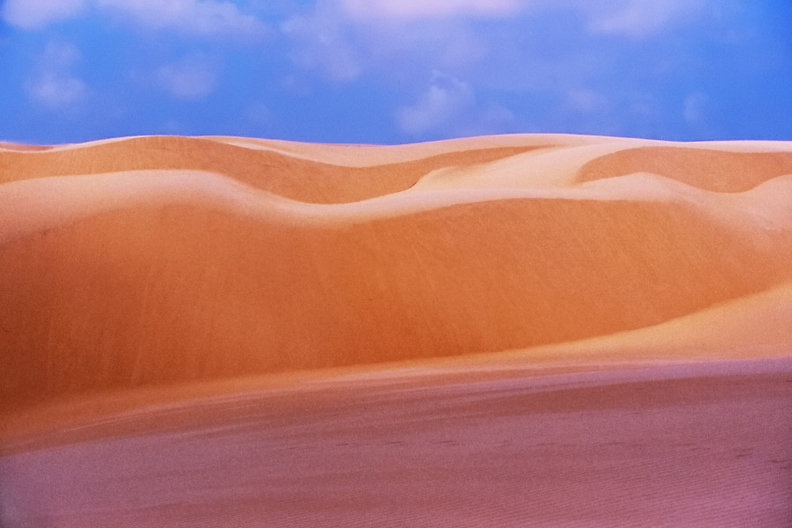
Ленсойс-Мараньєнсіс
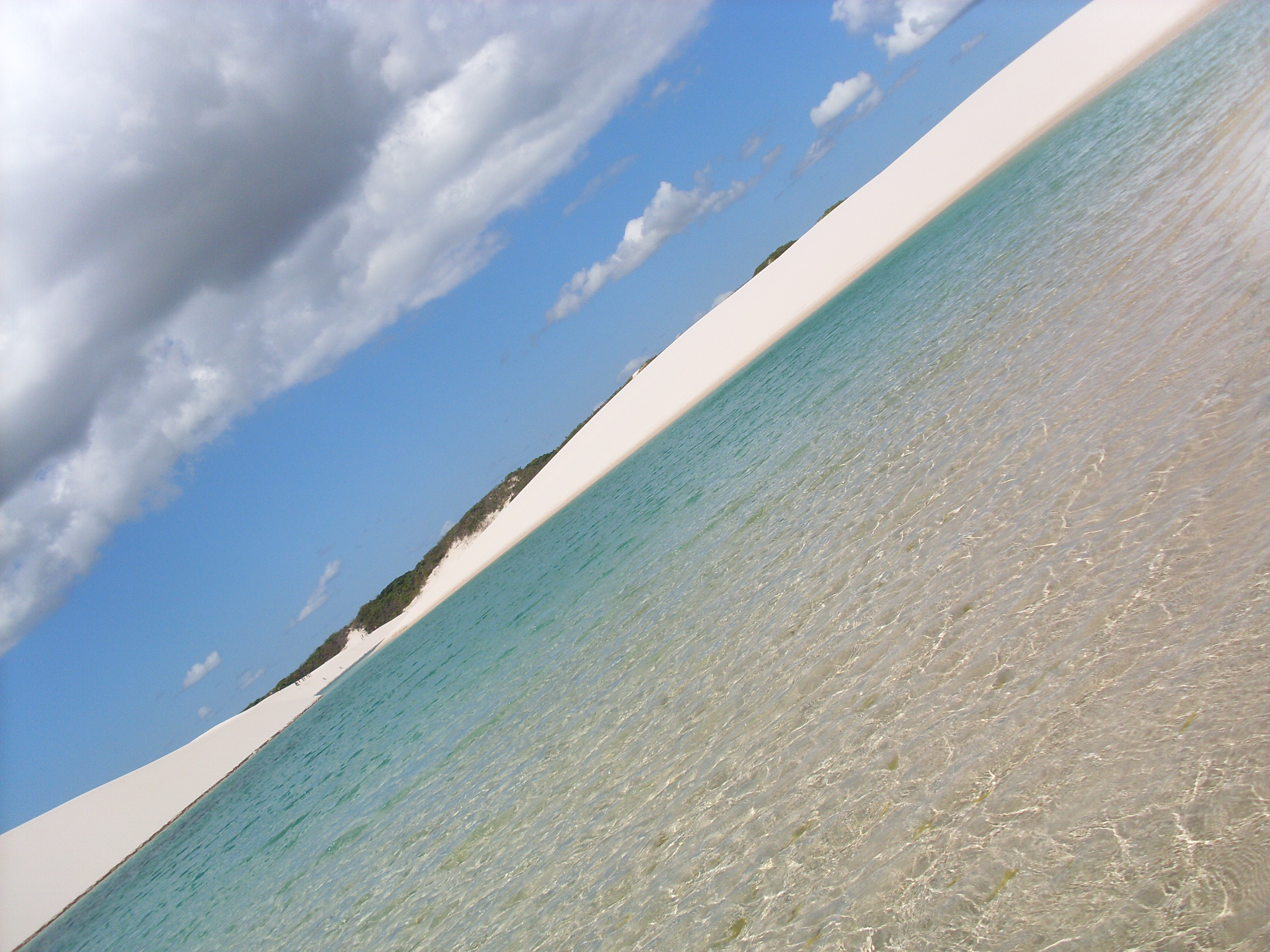
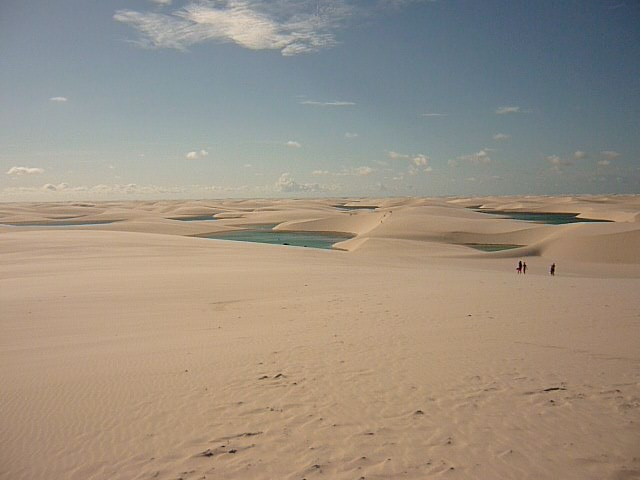
Дюни і лагуни
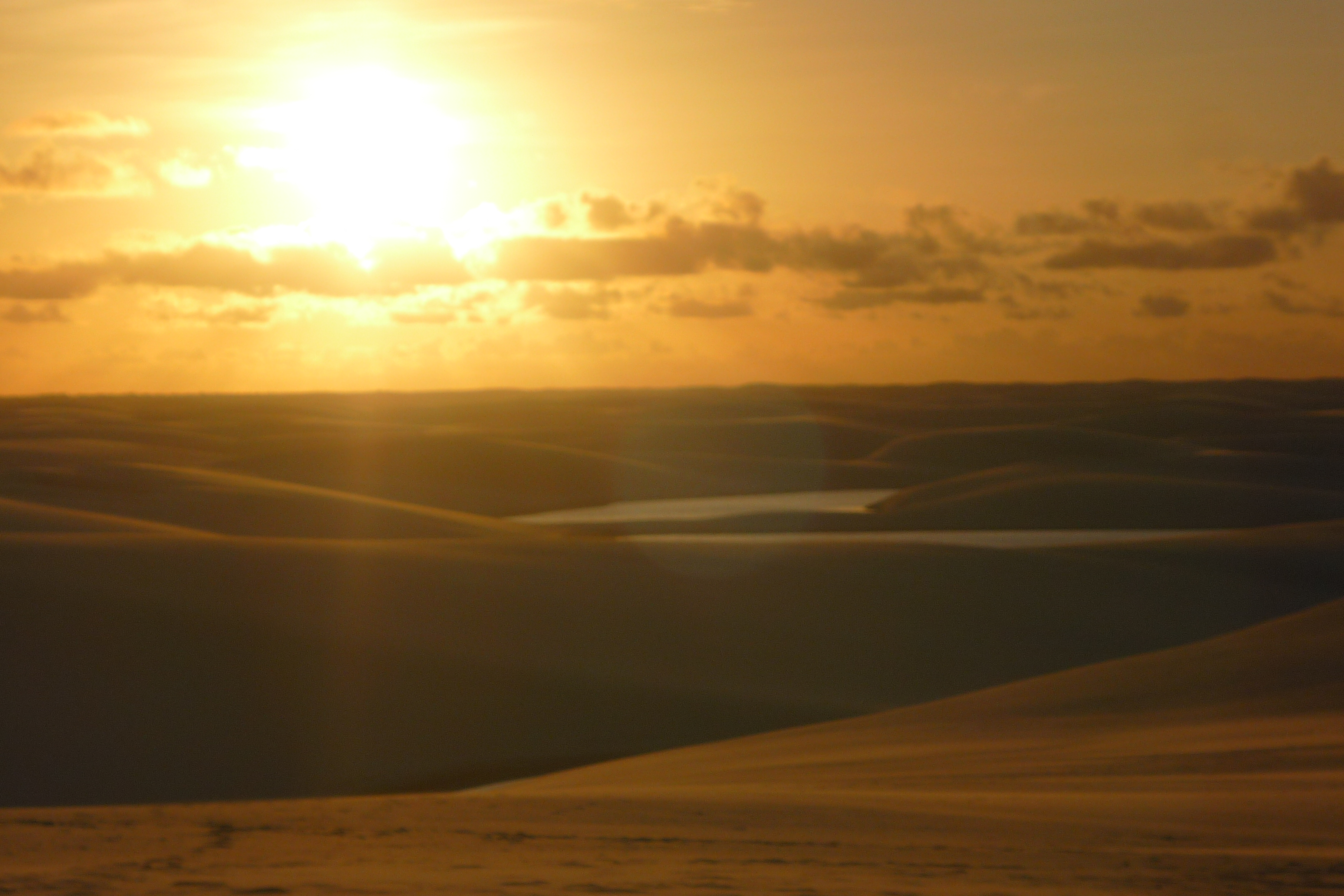
Дюни